# Nonsan
Nonsan ist eine Großstadt in der Provinz Chungcheongnam-do in Südkorea, ca. 30 km südwestlich der Millionenstadt Daejeon. Nonsan hat 122.981 Einwohner (Stand: 2019). Sie ist bekannt für ihr Erdbeer-Festival im April und für getrocknete Fische, die im Markt verkauft werden sowie für den Gwanchoksa-Tempel.  Die Konyang-Universität wurde 1991 gegründet.
Reisanbau ist Nonsans wichtigstes Agrarprodukt. Des Weiteren werden in der Stadt und der Umgebung Erdbeeren, Ginseng, Äpfel, Nashi-Birnen, Gerste und Weintrauben angebaut.

## Persönlichkeiten
- Kim Soon-jin (김순진), Gründerin der größten Restaurantkette Südkoreas Nolboo (놀부)[3]
- Francis Xavier Yu Soo-il (1945–2025), römisch-katholischer Militärbischof von Korea
- Lazarus You Heung-sik (* 1951), römisch-katholischer Geistlicher, Kurienerzbischof, Kardinal
- Rhee In-je, Politiker[4]
- Jang Yun-chang (1960–2025), Volleyballspieler
- Kim Young-ho (* 1971), Fechter und Olympiasieger
- Song Min-kyu (* 1999), Fußballspieler